# Zeche Scholven
Die Zeche Scholven ist ein ehemaliges Steinkohlenbergwerk in Gelsenkirchen.

## Geschichte
Der preußische Staat erwarb zu Beginn des 20. Jahrhunderts mehrere große Grubenfeldbesitze im Bereich des nördlichen Ruhrgebietes sowie südlichen Münsterlandes und gründete die Bergwerks-AG Recklinghausen. Die Aktienmehrheit befand sich in Staatsbesitz und gelangte 1905 zur ebenfalls staatseigenen Hibernia AG.
1908 erfolgte die Konsolidierung des Steinkohlenbergwerks Zweckel. Diese begann in Scholven mit dem Abteufen der Doppelschachtanlage Berlin und in Zweckel mit der Abteufung der Doppelschachtanlage Potsdam. 1910 folgte die Umbenennung der beiden Schachtanlagen in Scholven und Zweckel. Mit der Benennung des Bergwerks Zweckel als Berginspektion 5. 1911 ging die Zeche Scholven in Förderung. Ab 1913 wurde auf Scholven 1/2 eine Kokerei betrieben. Die Zeche entwickelte sich vielversprechend und förderte bald 700.000 Tonnen Gasflammkohle jährlich.
1927 erfolgte die vollständige Integration der Bergwerks-AG Recklinghausen in die Hibernia AG. Die Berginspektion wurde wieder in Bergwerk Zweckel umbenannt, und die beiden Zechen als einzelne Werksdirektionen weiterbetrieben. Bereits 1928 folgte aus Rationalisierungsgründen die erneute Zusammenfassung der beiden Zechen. Es wurde ein untertägiger Verbund zur Schachtanlage Zweckel 1/2 hergestellt. 1929 wurde die Schachtanlage Zweckel aus der Förderung genommen und als zweite Grubenabteilung der Zeche Scholven weiterbetrieben. 1928 folgte der Ausbau der Kokerei zur Zentralkokerei. Ferner ging auf dem Zechengelände ein Stickstoffwerk und ein Kohlekraftwerk eines Konsortiums mehrerer rheinisch-westfälischer Betreibergesellschaften in Betrieb.
Aufgrund bestehender Überkapazitäten musste infolge der Weltwirtschaftskrise das Stickstoffwerk stillgelegt werden. Die Anlagen wurden 1935/36 zu einem Hydrierwerk umgebaut. Verarbeitet wurden dort leichtflüchtige Gasflammkohle der Zechen Scholven und Nordstern. Am 7. Juli 1936 gelang der Hydrierwerk Scholven AG, ebenfalls ein Tochterunternehmen der Hibernia AG, erstmalig die Herstellung von Benzin aus Steinkohleteer, drei Wochen später dann aus Steinkohle.
Die Förderung der Zeche Scholven erreichte zu dieser Zeit fast 1 Mio. t Kohle jährlich bei einer Kokserzeugung von 1 Mio. t. In den Jahren 1944 und 1945 waren die Zeche und das Hydrierwerk Scholven zentrale Ziele der alliierten Luftangriffe auf das Ruhrgebiet. Infolge der Bombenschäden musste Ende 1944 die Förderung der Scholven-Schachtanlage eingestellt und auf die Zeche Zweckel rückverlagert werden. Anfang 1945 musste auch die Zentralkokerei wegen zu hoher Zerstörungen außer Betrieb genommen werden.
Nach langwierigen Wiederaufbauarbeiten konnte im Jahr 1950 ein Kokereineubau in Betrieb gehen. 1951 folgte die Rückverlagerung der Förderung von Zweckel nach Scholven. 1952 wurden die kohlechemischen Werke nebst Kraftwerk an die VEBA AG abgegeben.

## Stilllegung
Nach Ausbruch der Kohlekrise fasste die Hibernia AG den Beschluss, die Förderung der ehemaligen Berginspektionszechen zusammenzufassen, und auf wenige Anlagen zu beschränken. Als leistungsfähige Anlagen sollten die Zechen Rheinbaben und Westerholt nebst der Zentralkokerei Hassel bestehen bleiben. Daher ging 1960 die Zentralkokerei Scholven außer Betrieb. Für 1963 wurde die Stilllegung der Gesamtförderung der Zeche Scholven beschlossen, und am 23. Februar des Jahres vollzogen.

## Folgenutzung und heutiger Zustand
In den Folgejahren wurden die Scholvenschächte verfüllt und die Tagesanlagen zum Teil abgebrochen. Die Schachtanlage Zweckel wurde zur Wasserhaltung eingerichtet und ist heute als Denkmal (Maschinenhalle Zweckel) erhalten. Das Kesselhaus wird von Uniper zur Fernwärme- und Dampferzeugung genutzt. Das restliche Gelände wird von der Ineos Phenol Chemie genutzt.
Das Scholvengelände wurde 1965 im südöstlichen Teil durch einen Neubau der Zentralkokerei überbaut. Diese wurde in die Ruhrkohle AG übernommen und dort bis 1991 betrieben.
Im nordöstlichen Teil befinden sich noch heute einige Verwaltungsgebäude, das Kessel- sowie das Maschinenhaus. Die Anlagen wurden von der Hibernia AG weiter zur Stromerzeugung genutzt und später in nördlicher Richtung ausgeweitet. In den Jahren 1968 bis 1971 gingen die nahezu baugleichen Blöcke B–E in Betrieb. 1974 und 1975 folgten die Blöcke G und H (50 % Anteil RWE Power), 1979 der Block F und Ende 1985 das Fernwärmekraftwerk Buer (FWK). Heute wird das Kraftwerk Scholven von Uniper betrieben. Die Blöcke D – F wurden 2016 stillgelegt.
Die Halde Oberscholven wurde begrünt.